# Cañas (La Rioja)
Pour les articles homonymes, voir Cañas.
Cañas est une commune située dans le Nord de l’Espagne, dans la comarque de « Nájera » dans la communauté autonome de La Rioja.
La population de la commune était de 102 habitants en 2019.

## Géographie
Cañas est dans la vallée du rio Tuerto, à 657 m d’altitude.

## Histoire
C'est en 1169 que le comte Lope Diaz de Haro, alférez [lieutenant) du roi de Castille Alphonse VIII, et son épouse dona Aldonza Ruiz de Castro font donation à l'Ordre de Cîteaux de l'abbaye de moniales bénédictines de Hayuela. Mais ce bourg de la Rioja, accolé à celui de Santo Domingo de la Calzada, fréquenté par les pèlerins en route pour Compostelle, n'offre pas à la petite communauté la tranquillité et le silence auxquels elle aspire, alors que les armées des rois de Castille et de Navarre se disputent les riches terres de la région.
Le 9 avril 1169, les donateurs cèdent aux religieuses des terres à Cañas et à Canillas, pour y transférer leur monastère. C'est à deux lieues à peine au sud de Hayuela, à Cañas, dans la vallée du Tuerto, un affluent de la Najerilla, village où naquit, en l'an mil, saint Dominique de Silos, qu'elles s'installent, plaçant leur nouvelle abbaye sous le vocable de Santa Maria. Au XVIIe siècle, leur maison sera dédiée à Santa Maria de San Salvador, peut-être pour éviter la confusion avec l'ermitage Santa Maria, également à Cañas, qu'avait restauré saint Dominique.
Le comte Lope Diaz de Haro meurt, le 6 mai 1170, à Redecilla del Camino. Il est inhumé dans le monastère clunisien de Monastère Santa María la Real de Nájera à Nájera, ville où il exerçait son pouvoir.
Depuis sa fondation, en 1169, l'abbaye Santa Maria de San Salvador de Cañas a abrité, sans discontinuité, une communauté de moniales cisterciennes, aujourd'hui intégrée à la Congrégation Cistercienne de Saint Bernard. Cette communauté a résisté, au XIXe siècle, la desamortización de Mendizábal et au XXe siècle, la guerre civile espagnole.

## Démographie
| 1900 | 1910 | 1920 | 1930 | 1940 | 1950 | 1960 | 1970 | 1981 |
| ---- | ---- | ---- | ---- | ---- | ---- | ---- | ---- | ---- |
| 277  | 283  | 295  | 273  | 288  | 321  | 284  | 195  | 134  |

| 1991 | 2001 | 2011 | - | - | - | - | - | - |
| ---- | ---- | ---- | - | - | - | - | - | - |
| 123  | 125  | 89   | - | - | - | - | - | - |

## Administration

### Conseil municipal
La ville de Cañas comptait 102 habitants aux élections municipales du 26 mai 2019. Son conseil municipal (en espagnol : Pleno del Ayuntamiento) se compose donc de 3 élus.
| Parti | Parti                                    | Voix | %       | Élus  |
| ----- | ---------------------------------------- | ---- | ------- | ----- |
|       | Parti populaire (PP)                     | 35   | 81,40 % | 3 / 3 |
|       | Parti socialiste ouvrier espagnol (PSOE) | 7    | 16,28 % | 0 / 3 |
|       | Partido Riojano (PR+)                    | 1    | 2,33 %  | 0 / 3 |

### Liste des maires
| Mandat    | Maire | Maire                         | Parti |
| --------- | ----- | ----------------------------- | ----- |
| 1979-1983 |       | Julián Allona Ugarte          | UCD   |
| 1983-1987 |       | Ricardo Cereceda Merino       | AP    |
| 1987-1991 |       | Roberto de Carta Sáenz        | PSOE  |
| 1991-1995 |       | José Antonio Merino Hernáiz   | PP    |
| 1995-1999 |       | José Antonio Merino Hernáiz   | PP    |
| 1999-2003 |       | José Antonio Merino Hernáiz   | PP    |
| 2003-2007 |       | José Antonio Merino Hernáiz   | PP    |
| 2007-2011 |       | José Antonio Merino Hernáiz   | PP    |
| 2011-2015 |       | José Antonio Merino Hernáiz   | PP    |
| 2015-2019 |       | Domingo de Silos Merino Bravo | PP    |
| 2019-2023 |       | Roberto de Corta Sáenz        | PP    |

## Culture et patrimoine

### Pèlerinage de Compostelle
Sur le Camino francés du Pèlerinage de Saint-Jacques-de-Compostelle.
On vient de San Millán de la Cogolla, la prochaine commune est Azofra.
Mais pour ceux qui veulent gagner quelques kilomètres, ils rejoignent Santo Domingo de la Calzada.

### Patrimoine religieux
Le village abrite l'Abbaye Santa María de San Salvador, construite à partir du Moyen Âge.